# SNF1LK2
SNF1LK2 – gen kodujący białko kinazy białkowej. Gen SNF1LK2 (SNF1-like kinase 2) znany był także jako SIK2 (salt-inducible kinase 2), znajduje się w locus 11q23.1.